# Regeringen Valls II
Regeringen Valls II var den 38:e regeringen under den femte franska republiken och leddes av Manuel Valls som utsågs till Frankrikes premiärminister 27 augusti 2014. Regeringen bestod inledningsvis av 15 ministrar från Socialistiska partiet (PS) och två från Parti Radical de Gauche (PRG). 6 december 2016 efterträddes regeringen av regeringen Cazeneuve.

## Ministrar
|  | Titel                                                                     | Namn                                                                                 | Parti    |  |
|  | ------------------------------------------------------------------------- | ------------------------------------------------------------------------------------ | -------- |  |
|  | Premiärminister                                                           | Manuel Valls                                                                         | PS       |  |
|  | Utrikesminister                                                           | Laurent Fabius (till 16 februari 2016) Jean-Marc Ayrault (från 16 februari 2016)     | PS       |  |
|  | Miljö- och energiminister                                                 | Ségolène Royal                                                                       | PS       |  |
|  | Utbildningsminister                                                       | Najat Vallaud-Belkacem                                                               | PS       |  |
|  | Justitieminister                                                          | Christiane Taubira (till 27 januari 2016) Jean-Jacques Urvoas (från 27 januari 2016) | PRG PS   |  |
|  | Finansminister                                                            | Michel Sapin                                                                         | PS       |  |
|  | Ekonomi- och industriminister                                             | Emmanuel Macron                                                                      | Partilös |  |
|  | Socialminister                                                            | Marisol Touraine                                                                     | PS       |  |
|  | Arbetsmarknadsminister                                                    | François Rebsamen (till 2 september 2015) Myriam El Khomri (från 2 september 2015)   | PS       |  |
|  | Försvarsminister                                                          | Jean-Yves Le Drian                                                                   | PS       |  |
|  | Inrikesminister                                                           | Bernard Cazeneuve                                                                    | PS       |  |
|  | Minister med ansvar för städer, ungdomar och föreningsliv                 | Patrick Kanner                                                                       | PS       |  |
|  | Minister med ansvar för statlig förvaltning                               | Marylise Lebranchu (till 11 februari 2016) Annick Girardin (från 11 februari 2016)   | PS PRG   |  |
|  | Kultur- och kommunikationsminister                                        | Fleur Pellerin (till 11 februari 2016) Audrey Azoulay (från 11 februari 2016)        | PS       |  |
|  | Jordbruksminister Regeringens talesperson                                 | Stéphane Le Foll                                                                     | PS       |  |
|  | Territorie- och bostadsminister                                           | Sylvia Pinel (till 11 februari 2016) Emmanuelle Cosse (från 11 februari 2016)        | PRG EELV |  |
|  | Minister med ansvar för Frankrikes utomeuropeiska områden                 | George Pau-Langevin                                                                  | PS       |  |
|  | Landsbygdsminister                                                        | Jean-Michel Baylet (från 11 februari 2016)                                           | PRG      |  |
|  | Minister med ansvar för familje- och barnfrågor samt kvinnors rättigheter | Laurence Rossignol                                                                   | PS       |  |